# Lauro Mumar
Lauro Mumar, né le 6 décembre 1924, à Talibon, aux Philippines et décédé le 20 décembre 1990, est un ancien joueur philippin de basket-ball.

## Palmarès
- 3e du championnat du monde 1954